# Беллари Рагхава
Беллари Рагхава, при рождении Тадипатри Рагхавачарьюлу (телугу బళ్ళారి రాఘవ; 2 августа 1880, Анантапур, Андхра-Прадеш, Британская Индия — 16 апреля 1946, Мадрас) — индийский театральный деятель, актёр театра и кино, драматург. Известен своими новаторскими работами, преимущественно, на телугу. 

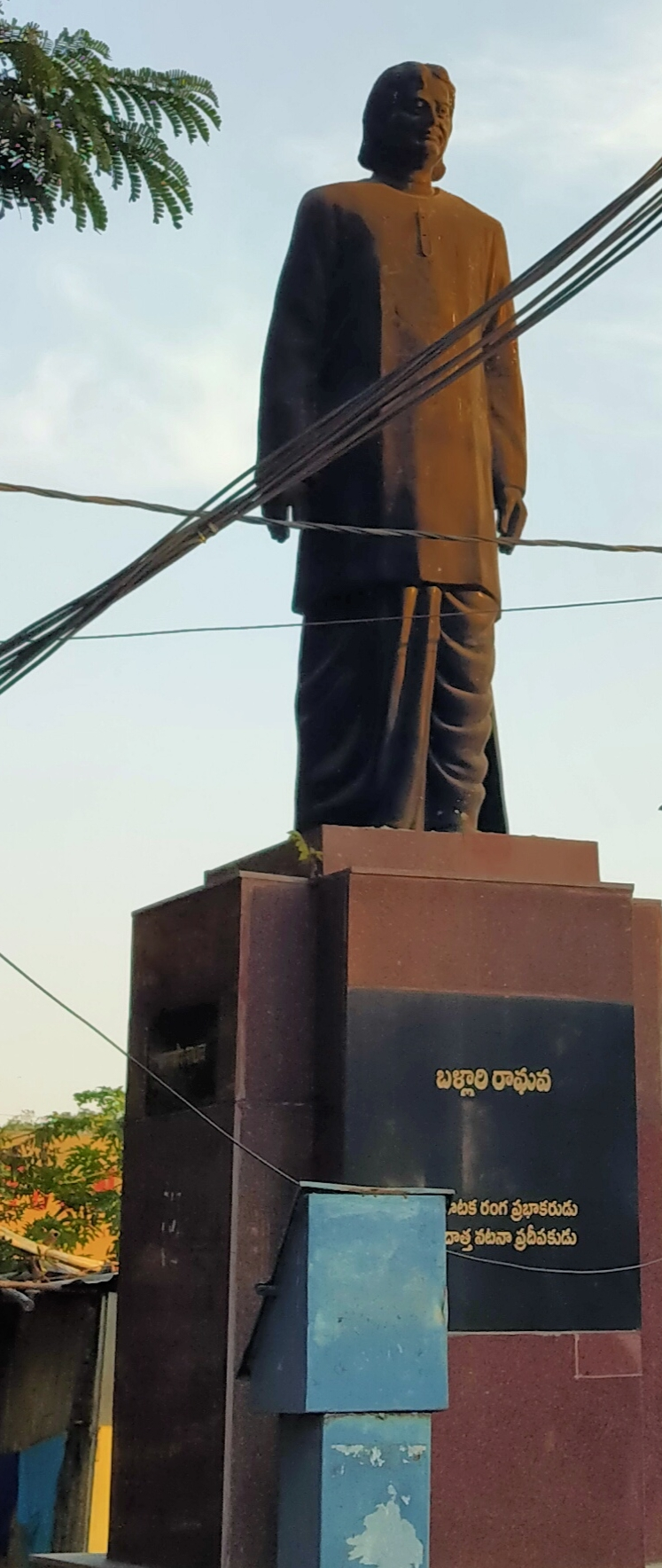
Памятник Беллари Рахгаве в Беллари

## Биография
Принадлежал к семье браминов.
В 1905 году окончил Мадрасский юридический колледж. Занимался адвокатской практикой, работал прокурором. 
Основал Шекспировский клуб в Беллари, играл в драмах Шекспира. В 1909 году создал Любительскую драматическую ассоциацию Бангалора.
Написал ряд известных драм. Побывал в различных странах  Англии, Франции, Германии и Швейцари, где читал семинары и лекции по индийскому драматическому искусству, пропагандировал и развивал натуралистический стиль в игре. Очень внимательно относился к тому, чтобы женщины всегда играли женские роли на сцене. В 1927 году отправился в Англию, где принял участие в постановках английских пьес наряду с известными Лоренсом Оливье и Чарльзом Лотоном. 
Снимался в кино.

## Фильмография
- Manasamrakshanam (1936)
- Raitu Bidda (1939)
- Chandika (1940).

## Избранные произведения
- Harischandra,
- Padukapattabhishekamu,
- Savitri,
- Brihannala,
- Ramaraju charitra,
- Ramadasu,
- Tappevaridi,
- Saripadani sangatulu

## Память
- В городе Беллами установлен памятник.
- В его память учреждена премия Баллари Рагхава Пураскарам, которая вручается талантливым артистам, внесшим значительный вклад в драматическое искусство и кино.
- В 1981 году Почта Индии выпустила почтовую марку с его изображением.